# Eduardo Capetillo
Eduardo Capetillo Vázquez (Ciudad de México, 13 de abril de 1970) es un actor y cantante mexicano.

## Biografía
Su padre era el torero Manuel Capetillo. Pertenece a la familia Capetillo, quienes tienen una larga tradición como toreros, sus hermanos son Manuel Capetillo de Flores y Guillermo Capetillo, es primo del también actor Raymundo Capetillo. 
Siendo aún muy joven, participó en algunos cursos de preparación con la actriz Martha Zavaleta y algunos cursos de jazz en el centro de calificación de Televisa. Su carrera comenzó cuando ganó el festival Juguemos a cantar, donde obtuvo el segundo lugar con la canción «Mi grupo toca Rock», lanzada más tarde por Orfeón Records.

## Carrera musical

### Con Timbiriche
En noviembre de 1985, se integró al grupo Timbiriche, ocupando el puesto de Benny Ibarra. Realizó el resto de la gira del álbum Rock Show y participó en la grabación de los álbumes Timbiriche 7 y Timbiriche VIII y lX. Algunas canciones las tenía en solitario, por ejemplo: «No seas tan cruel» y «Todo cambia». Estuvo en un gira en México y en algunos países latinoamericanos. Compartió créditos dentro del grupo con Alix Bauer, Diego Schoening, Mariana Garza, Paulina Rubio, Thalía, Erik Rubín, Edith Márquez y poco tiempo con Sasha Sokol y Biby Gaytán.

### Como solista
En julio de 1989, dejó el grupo y comenzó su carrera como solista y fue sustituido por Claudio Bermúdez. En 1990, vendió más de un millón de copias del álbum de cinco canciones, banda sonora de la telenovela Alcanzar una estrella. En 1991, lanzó su primer álbum Dame una noche. En 1993, salió su segundo álbum Aquí estoy, y más tarde llegó su tercera producción discográfica, Piel ajena en 1995.
En 2001, volvió a grabar un nuevo álbum, con Horus-Muxxic, registrado en diversos estudios de México y España, con una producción dirigida y hecha por su cuñado Chacho Gaytán. En 2002, lanzó su cuarto álbum homónimo Eduardo Capetillo. Posteriormente lanzó Un vaquero en la ciudad (2007) y Hecho en Sinaloa (2009).
En 2011, por su experiencia en la música, fue director de la novena generación del reality show de TV Azteca, La Academia hasta que fue despedido por tomar tiempo al aire sin consentimiento de la televisora para aclarar una nota amarillista, humillando en este acto a una participante del concurso que se encontraba aislada y no tenía injerencia en el tema. Tanto él como su esposa fueron despedidos al día siguiente.
En 2024 vuelve a la televisión con el programa Juego de voces de TelevisaUnivision junto a su hijo Eduardo Capetillo Gaytán.

## Carrera actoral
Participó en la versión teatral en español de Grease, Vaselina, y en 1986 grabó su primera telenovela, Martín Garatuza. Con Mariana Garza protagonizó Alcanzar una estrella, trabajó con Biby Gaytán, Paulina Rubio y Rafael Rojas en Baila conmigo. Participó en títulos como Marimar, junto con Thalía, que fue vista en más de 150 países, en Canción de amor, Camila y El secreto, en la que él y Yadhira Carrillo son los únicos actores mexicanos.
En 2002, volvió a México para protagonizar la telenovela ¡Vivan los niños! junto a Andrea Legarreta (con quien ya había trabajado en Alcanzar una estrella). Al año siguiente, interpretó una de las canciones de la telenovela Bajo la misma piel. Amy, la niña de la mochila azules la telenovela en la que se le vio como protagonista en la pantalla del 2004 junto a Nora Salinas. En 2005, protagonizó con doble papel protagonista-villano Peregrina junto a África Zavala, una historia de una muchacha de circo de 18 años que descubre a su verdadera familia.
En 2008, participó en Fuego en la sangre como Pedro Reyes, primo de los hermanos Reyes y en ese mismo año también participó junto a su esposa Biby Gaytán en la telenovela En nombre del amor. Al año siguiente, protagonizó Pecadora en Miami para Venevisión junto a Litzy. En 2010, volvió a México para integrarse al elenco de Soy tu dueña. En 2012, protagonizó La otra cara del alma, donde compartió créditos con Gabriela Spanic, Michelle Vieth y Jorge Alberti, esta fue la única telenovela que hizo para TV Azteca.
El 11 de mayo de 2016, se esperaba su regreso a Televisa para participar en la telenovela Mujeres de Negro, pero finalmente no fue así.
En 2022 regresa a la actuación con la serie de Netflix Donde hubo fuego, tiene una participación en la bioserie Gloria Trevi: ellas soy yo como Armando Gómez.

## Vida privada
Está casado con la actriz y cantante Biby Gaytán, su excompañera de Timbiriche, con quien tiene cinco hijos.
El 17 de junio de 2021 anunció que padecía cáncer de piel.

## Filmografía

### Televisión
| Año       | Telenovelas                     | Personaje                                 | Ref.   |
| --------- | ------------------------------- | ----------------------------------------- | ------ |
| 1986      | Martín Garatuza                 | Román Garatuza.                           |        |
| 1989      | Morir para vivir                | Víctor                                    |        |
| 1990      | Alcanzar una estrella           | Eduardo Casablanca                        |        |
| 1991      | Alcanzar una estrella II        | Eduardo Casablanca                        |        |
| 1992      | Baila conmigo                   | Eddy López                                |        |
| 1994      | Marimar                         | Sergio Santibáñez                         | [ 6 ]  |
| 1996      | Canción de amor                 | Renzo                                     |        |
| 1998-1999 | Camila                          | Miguel Gutiérrez                          |        |
| 2001      | El secreto                      | Fernando Salazar                          |        |
| 2002-2003 | ¡Vivan los niños!               | Emiliano Leal                             | [ 7 ]  |
| 2004      | Amy, la niña de la mochila azul | Payaso Cuqui/Octavio Betancourt           | [ 8 ]  |
| 2005      | La madrastra                    | Leonel Ibáñez                             | [ 19 ] |
| 2005-2006 | Peregrina                       | Rodolfo Alcocer/Aníbal Alcocer            | [ 9 ]  |
| 2008      | Fuego en la sangre              | Pedro Reyes                               | [ 10 ] |
| 2008      | En nombre del amor              | Javier Espinoza de los Monteros           | [ 11 ] |
| 2010      | Pecadora                        | Bruno Alcocer / Bernardo "Bernie" Alcocer | [ 20 ] |
| 2010      | Soy tu dueña                    | Horacio Acosta                            | [ 13 ] |
| 2012-2013 | La otra cara del alma           | Roberto Monteagudo                        | [ 14 ] |
| 2022      | Donde hubo fuego                | Ricardo Urzúa                             | [ 21 ] |
| 2023      | Gloria Trevi: ellas soy yo      | Armando Gómez                             | [ 22 ] |

### Cine
| Año  | Cine                          | Personaje                                    | Ref. |
| ---- | ----------------------------- | -------------------------------------------- | ---- |
| 1985 | Cementerio del terror         | Tony                                         |      |
| 1992 | Más que alcanzar una estrella | Eduardo "Lalo" Martínez "Eduardo Montenegro" |      |

### Programas
| Año  | Programas                             | Personaje   | Ref.   |
| ---- | ------------------------------------- | ----------- | ------ |
| 1983 | Juguemos a Cantar                     | Concursante |        |
| 2007 | Buscando a Timbiriche: La Nueva Banda | Director    |        |
| 2011 | La Academia                           | Director    | [ 23 ] |
| 2024 | Juego de voces                        | Concursante | [ 24 ] |

### Teatro
| Año  | Telenovelas             | Personaje | Ref. |
| ---- | ----------------------- | --------- | ---- |
| 1984 | Vaselina con Timbiriche | Lalo      |      |
| 1992 | Baila conmigo           | Eddy      |      |
| 2004 | Amor sin barreras       | Tony      |      |
| 2011 | Lluvia implacable       | Danny     |      |

## Discografía

### Con Timbiriche
- 1987: Timbiriche VII
- 1988: Timbiriche VIII y IX
- 1989: Los clásicos de Timbiriche

### Como solista
- 1991: Dame una noche
- 1993: Aquí estoy
- 1995: Piel ajena
- 2002: Eduardo Capetillo
- 2007: Un vaquero en la ciudad
- 2009: Hecho en Sinaloa

## Premios y nominaciones

### Premios TVyNovelas
| Año  | Categoría               | Telenovela            | Resultado |
| ---- | ----------------------- | --------------------- | --------- |
| 1995 | Mejor actor protagónico | Marimar               | Nominado  |
| 1993 | Mejor actor joven       | Baila conmigo         | Nominado  |
| 1991 | Mejor actor revelación  | Alcanzar una estrella | Ganador   |

### Premios ACE 1995
| Categoría                      | Telenovela | Resultado |
| ------------------------------ | ---------- | --------- |
| Mejor Figura Masculina del Año | Marimar    | Ganador   |